# Soundcheck Sessions: Live in Moscow
Soundcheck Sessions: Live in Moscow è il primo album video del rapper statunitense Mike Shinoda, pubblicato il 15 novembre 2018 dalla Warner Bros. Records.

## Tracce
1. Make It Up as I Go – 4:54 (Mike Shinoda, Brad Delson, Kristine Flaherty)
2. Crossing a Line – 4:47 (Mike Shinoda)
3. Roads Untraveled – 4:33 (Linkin Park) – originariamente interpretata dai Linkin Park
4. In the End – 4:52 (Linkin Park) – originariamente interpretata dai Linkin Park
5. Numb – 4:27 (Linkin Park) – originariamente interpretata dai Linkin Park

## Formazione
- Mike Shinoda – voce, chitarra (tracce 1-3), tastiera (tracce 2-5), percussioni (traccia 2)
- Matthias Harris – chitarra (tracce 1 e 3), basso (traccia 2)
- Dan Mayo – batteria (tracce 1-3)